# Laodycea (Frygia)

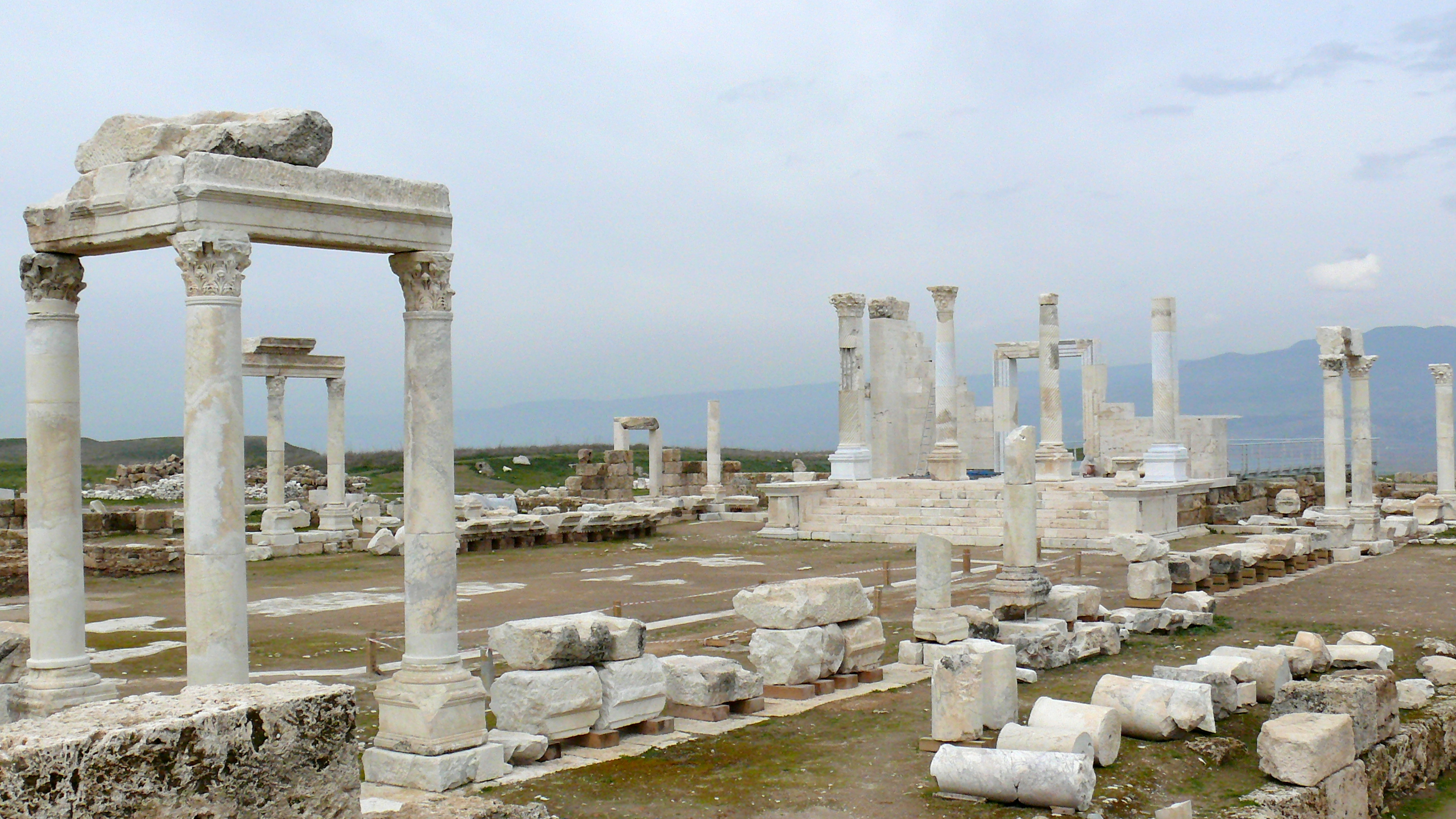
Ruiny Laodycei

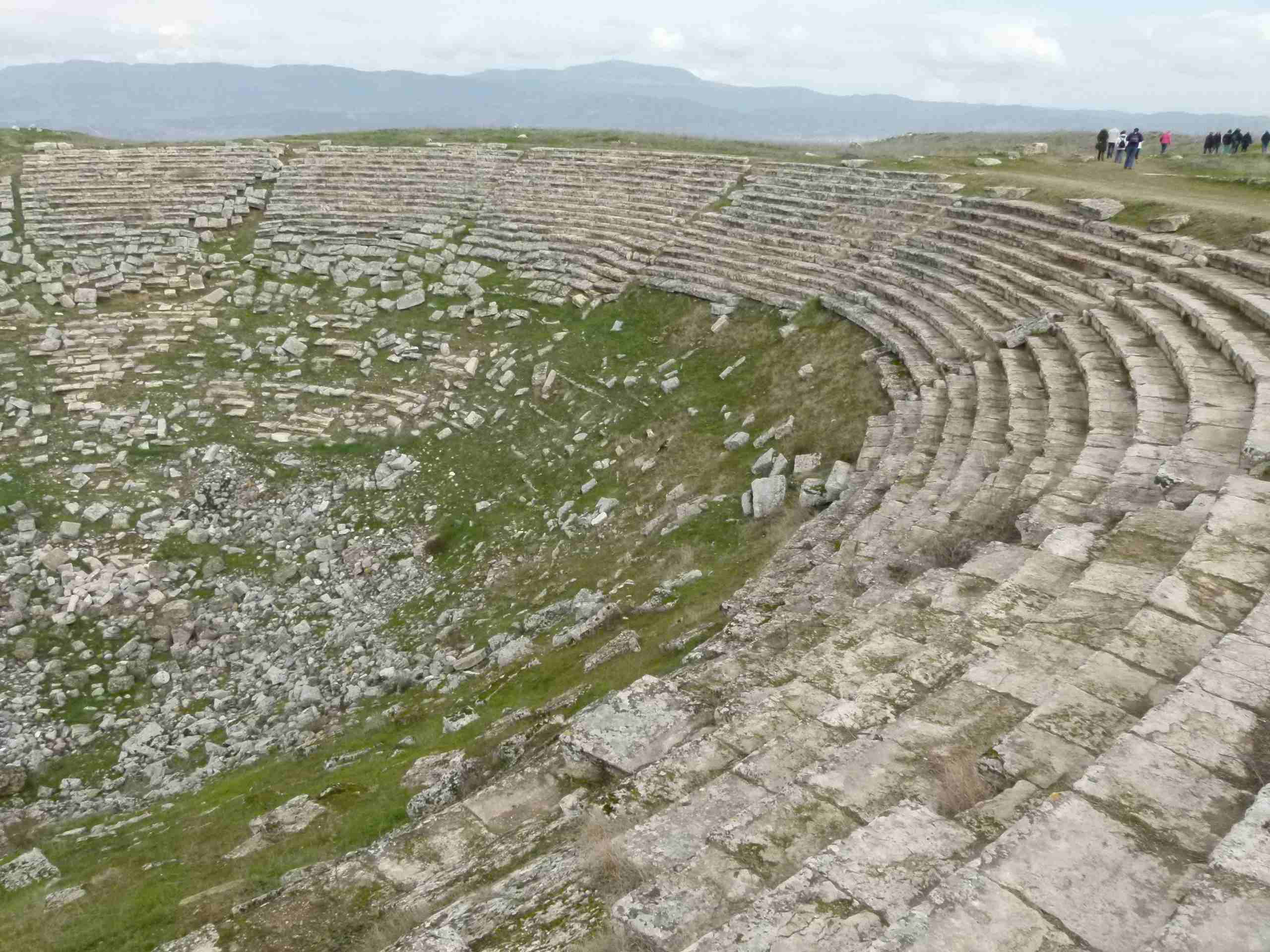
Starożytny teatr w Laodycei

Laodycea (gr. Λαοδίκεια, łac. Laodicea, tur. Laodikeia) – starożytne miasto na terenie Frygii, oddalone o kilkanaście kilometrów od Hierapolis, współcześnie stanowisko archeologiczne w południowo-zachodniej Turcji, w prowincji Denizli.

## Historia
Miasto zostało założone w miejscu wcześniejszej osady Diospolis w połowie III wieku p.n.e. przez króla Antiocha II z dynastii Seleucydów. Największy rozkwit Laodycei przypada jednak na okres rzymski, kiedy to miasto wzbogaciło się głównie dzięki produkcji wełny. W I wieku n.e. ery miasto było tak bogate, że w przeciwieństwie do Hierapolis bez pomocy z zewnątrz podniosło się po trzęsieniu ziemi w 60 roku. 
Laodyceę, podobnie jak Hierapolis, zamieszkiwała w starożytności znaczna społeczność żydowska, dzięki czemu szybko zadomowiło się tu chrześcijaństwo. Przez pewien czas mieszkał tu św. Jan Apostoł, który wzmiankuje Laodyceę w swojej Apokalipsie. 
W czasach Cesarstwa Bizantyjskiego Laodycea odgrywała znaczną rolę jako siedziba biskupstwa. Kiedy jednak w V wieku spustoszyło ją kolejne trzęsienie ziemi, rozpoczął się upadek miasta. Niewielka osada istniała w tym miejscu jeszcze w okresie podboju seldżuckiego, jednak wkrótce potem ostatni mieszkańcy przenieśli się do pobliskiego miasta Denizli.

## Stanowisko archeologiczne
Do czasów współczesnych dotrwały pozostałości miasta głównie z czasów rzymskich. Na położonym ponad dwiema dolinami płaskowyżu zobaczyć można m.in. resztki stadionu z czasów cesarza Wespazjana, gimnazjonu i łaźni rzymskich z czasów Hadriana oraz dwóch teatrów. 